# Chionaema peregrina
Chionaema peregrina là một loài bướm đêm thuộc phân họ Arctiinae, họ Erebidae.